# 4790 Petrpravec
4790 Petrpravec eller 1988 PP är en asteroid i huvudbältet som upptäcktes 9 augusti 1988 av den amerikanske astronomen Eleanor F. Helin vid Palomar-observatoriet. Den är uppkallad efter den tjeckiske astronomen Petr Pravec.
Asteroiden har en diameter på ungefär 16 kilometer.